# Gilles Ste-Croix
Gilles Ste-Croix (Quebec, 1949) es un empresario canadiense, vicepresidente y cofundador de Cirque du Soleil. Cofundó Cirque du Soleil junto con Guy Laliberté.
Su hijo, Olivier Rochette, era un técnico de Cirque du Soleil que falleció en noviembre de 2016. Sufrió un "accidente laboral" sobre el escenario, cuando fue golpeado por un ascensor mientras preparaba el espectáculo Luzia.